# ストレプトマイシン-6-ホスファターゼ
ストレプトマイシン-6-ホスファターゼ(Streptomycin-6-phosphatase、EC 3.1.3.39)は、以下の化学反応を触媒する酵素である。
ストレプトマイシン-6-リン酸 + 水{\displaystyle \rightleftharpoons }ストレプトマイシン + リン酸
従って、この酵素の基質はストレプトマイシン-6-リン酸と水の2つ、生成物はストレプトマイシンとリン酸の2つである。
この酵素は加水分解酵素に分類され、特にリン酸モノエステル結合に作用する。系統名は、ストレプトマイシン-6-リン酸 ホスホヒドロラーゼ(streptomycin-6-phosphate phosphohydrolase)である。この酵素は、ストレプトマイシンの生合成に関与している。